# San José el Saladillo
San José el Saladillo är en ort i Mexiko.   Den ligger i kommunen General Pánfilo Natera och delstaten Zacatecas, i den centrala delen av landet, 500 km nordväst om huvudstaden Mexico City. San José el Saladillo ligger 2 035 meter över havet och antalet invånare är 2 718.
Terrängen runt San José el Saladillo är huvudsakligen en högslätt. San José el Saladillo ligger nere i en dal som går i nord-sydlig riktning. Runt San José el Saladillo är det ganska glesbefolkat, med 24 invånare per kvadratkilometer. Närmaste större samhälle är General Pánfilo Natera, 7,7 km väster om San José el Saladillo. Omgivningarna runt San José el Saladillo är i huvudsak ett öppet busklandskap.